# Бідний П'єро
«Бідний П'єро» (фр. Pauvre Pierrot) — німий короткометражний мультфільм режисера Еміля Рено. Мультфільм було показано разом з мультфільмами «Кухоль пива» і «Клоун і його собачки» в музеї Гревен, Франція. Прем'єра відбулася там же 28 жовтня 1892 року. З 15-ти хвилин фільму збереглося лише 4.